# Grup de renormalització
En física teòrica, el grup de renormalització (RG) és un aparell formal que permet la investigació sistemàtica dels canvis d'un sistema físic vist a diferents escales. En física de partícules, reflecteix els canvis en les lleis de forces subjacents (codificades en una teoria de camps quàntics) a mesura que l'escala d'energia a la qual es produeixen els processos físics varia, les escales d'energia/moment i distància de resolució es conjuguen eficaçment sota el principi d'incertesa.
Un canvi d'escala s'anomena transformació d'escala. El grup de renormalització està íntimament relacionat amb la invariància d'escala i la invariància conforme, simetries en què un sistema sembla igual a totes les escales (auto-semblança).
A mesura que l'escala varia, és com si s'estigués canviant el poder d'ampliació d'un microscopi nocional mirant el sistema. En les anomenades teories renormalitzables, el sistema a una escala consistirà generalment en còpies autosimilars de si mateix quan es veu a una escala més petita, amb diferents paràmetres que descriuen els components del sistema. Els components, o variables fonamentals, poden relacionar-se amb àtoms, partícules elementals, espins atòmics, etc. Els paràmetres de la teoria normalment descriuen les interaccions dels components. Aquests poden ser acoblaments variables que mesuren la força de diverses forces, o els mateixos paràmetres de massa. Els components en si mateixos poden semblar que estan compostos per més dels mateixos components a mesura que hom va a distàncies més curtes.
Per exemple, en electrodinàmica quàntica (QED), un electró sembla estar compost per parells d'electrons i positrons i fotons, ja que es veu a una resolució més alta, a distàncies molt curtes. L'electró a distàncies tan curtes té una càrrega elèctrica lleugerament diferent de la de l'electró vestit vist a grans distàncies, i aquest canvi, o corrent, en el valor de la càrrega elèctrica està determinat per l'equació del grup de renormalització.

## Història
La idea de les transformacions d'escala i la invariància d'escala és antiga en física: els arguments d'escala eren habituals per a l'escola pitagòrica, Euclides i fins a Galileu. Van tornar a popularitzar-se a finals del XIX segle, potser el primer exemple és la idea d'una viscositat augmentada d'Osborne Reynolds, com una manera d'explicar la turbulència.
El grup de renormalització es va idear inicialment en la física de partícules, però avui dia les seves aplicacions s'estenen a la física de l'estat sòlid, la mecànica de fluids, la cosmologia física i fins i tot la nanotecnologia. Un primer article d'Ernst Stueckelberg i André Petermann el 1953 anticipa la idea en la teoria quàntica de camps. Stueckelberg i Petermann van obrir el camp conceptualment. Van observar que la renormalització mostra un grup de transformacions que transfereixen quantitats dels termes nus als termes contraris. Van introduir una funció h ( e ) en electrodinàmica quàntica (QED), que ara s'anomena funció beta (vegeu més avall).

### Els inicis
Murray Gell-Mann i Francis E. Low van restringir la idea a transformacions a escala en QED el 1954, que són les més significatives físicament, i es van centrar en les formes asimptòtiques del propagador de fotons a altes energies. Van determinar la variació de l'acoblament electromagnètic en QED, apreciant la simplicitat de l'estructura d'escala d'aquesta teoria. Així, van descobrir que el paràmetre d'acoblament g ( μ ) a l'escala d'energia μ està donat efectivament per l'equació de grup (translació unidimensional)
{\displaystyle g(\mu )=G^{-1}\left(\left({\frac {\mu }{M}}\right)^{d}G(g(M))\right)}
o equivalent, {\displaystyle G\left(g(\mu )\right)=G(g(M))\left({\mu }/{M}\right)^{d}}, per a alguna funció G (no especificada, avui en dia anomenada funció d'escala de Wegner) i una constant d, en termes de l'acoblament g(M) a una escala de referència M.
Gell-Mann i Low es van adonar en aquests resultats que l'escala efectiva es pot prendre arbitràriament com μ, i pot variar per definir la teoria a qualsevol altra escala:
{\displaystyle g(\kappa )=G^{-1}\left(\left({\frac {\kappa }{\mu }}\right)^{d}G(g(\mu ))\right)=G^{-1}\left(\left({\frac {\kappa }{M}}\right)^{d}G(g(M))\right)}
L'essencial de la RG és aquesta propietat de grup: a mesura que l'escala μ varia, la teoria presenta una rèplica autosimilar de si mateixa, i es pot accedir a qualsevol escala de manera similar des de qualsevol altra escala, per acció de grup, una conjugació formal transitiva d'acoblaments en el sentit matemàtic (equació de Schröder).
Sobre la base d'aquesta equació de grup (finit) i la seva propietat d'escala, Gell-Mann i Low van poder centrar-se en transformacions infinitesimals i van inventar un mètode computacional basat en una funció de flux matemàtica ψ(g) = G d/(∂G/∂g) del paràmetre d'acoblament g, que van introduir. Igual que la funció h ( e ) de Stueckelberg i Petermann, la seva funció determina el canvi diferencial de l'acoblament g ( μ ) respecte a un petit canvi en l'escala d'energia μ mitjançant una equació diferencial, l'equació del grup de renormalització:
{\displaystyle \displaystyle {\frac {\partial g}{\partial \ln \mu }}=\psi (g)=\beta (g)}
També s'indica el nom modern, la funció beta, introduïda per C. Callan i K. Symanzik el 1970. Com que és una mera funció de g, la integració en g d'una estimació pertorbativa d'aquesta permet especificar la trajectòria de renormalització de l'acoblament, és a dir, la seva variació amb energia, efectivament la funció G en aquesta aproximació pertorbativa. La predicció del grup de renormalització (vegeu els treballs de Stueckelberg–Petermann i Gell-Mann–Low) es va confirmar 40 anys més tard en els experiments de l'accelerador LEP: es va mesurar que l'estructura fina "constant" de QED era d'aproximadament1⁄127 a energies properes a 200 GeV, a diferència del valor estàndard de física de baixa energia de1⁄137.